# Landschaftsschutzgebiet Östliches Seitental des Glimkebaches
Das Gebiet „Östliches Seitental des Glimkebaches“ ist ein seit 2005 durch den Kreis Lippe als unterste Naturschutzbehörde ausgewiesenes Landschaftsschutzgebiet im Norden der lippischen Stadt Bad Salzuflen in Nordrhein-Westfalen in Deutschland.

## Lage
Das rund sieben Hektar große Landschaftsschutzgebiet Östliches Seitental des Glimkebaches gehört naturräumlich zum Lipper Bergland. Es liegt südlich des Boberg-Hofs in Pillenbruch, östlich des Bad Salzufler Ortsteils Wüsten, auf einer Höhe zwischen 177 und 228 m ü. NHN.

## Beschreibung
Das Schutzgebiet wird als ein Grünland-genutzter Talbereich mit Quellbereich, Sieken sowie einem Buchenwald mit Birken-, Eichen- und Fichtenbeimischung beschrieben. Der Bach mündet bei Haus Pillenbrucher Straße 33a in die Glimke.

## Schutzzweck
Wesentlicher Schutzzweck ist die Erhaltung „des Talbereichs eines Quellzuflusses der Glimke einschließlich des angrenzenden grünlandgenutzten Hangbereiches“.

## Fauna und Flora

### Flora
- Birken
- Buchen
- Eichen
- Fichten